# لنکا کروبوتووا
لنکا کروبوتووا (چکی: Lenka Krobotová؛ زادهٔ ۱۰ مارس ۱۹۷۷) بازیگر اهل جمهوری چک است.
از فیلم‌ها یا برنامه‌های تلویزیونی که وی در آن نقش داشته‌است، می‌توان به برادران کارامازوف، ستاره چهارم، مرزهای عشق، بیگ بیت و عملیات سیلور ای اشاره کرد.